# Finale du Grand Prix ISU 2025-2026
Navigation
Édition précédente Édition suivante
La finale du Grand Prix ISU est la dernière épreuve qui conclut chaque année le Grand Prix international de patinage artistique organisé par l'International Skating Union. Elle accueille des patineurs de niveau senior dans quatre catégories: simple messieurs, simple dames, couple artistique et danse sur glace.
Pour la saison 2025-2026, la finale est organisée du 4 au 7 décembre 2025 au Nippon Gaishi Hall à Nagoya au Japon. Il s'agit de la 29e finale depuis la création du Grand Prix ISU en 1995.
Depuis le 1er mars 2022, l'Union internationale de patinage interdit aux patineurs artistiques et aux officiels de la fédération de Russie et de la Biélorussie de participer et d'assister à toutes les compétitions internationales en raison de l'invasion russe de l'Ukraine le 24 février 2022. Les athlètes russes et biélorusses ne peuvent donc participer à aucune épreuve du Grand Prix ISU 2025-2026, jusqu'à nouvel ordre.

## Qualifications
Seuls les patineurs qui atteignent l'âge de 17 ans au 1er juillet 2025 peuvent participer aux épreuves du Grand Prix ISU 2025/2026. Les épreuves de qualifications sont successivement :
- le Trophée de France du 17 au 19 octobre 2025 à Angers.
- la Coupe de Chine du 24 au 26 octobre 2025 à Chongqing.
- le Skate Canada du 31 octobre au 2 novembre 2025 à Saskatoon.
- le Trophée NHK du 7 au 9 novembre 2025 à Osaka.
- le Skate America du 14 au 16 novembre 2025 à Lake Placid.
- le Grand-Prix d'Helsinki du 21 au 23 novembre 2025 à Helsinki.

Les patineurs participent à un ou deux grands-prix. Les six patineurs qui ont obtenu le plus de points sont qualifiés pour la finale et les trois patineurs suivants sont remplaçants.
|             | Messieurs | Dames | Couples | Danse sur glace |
| ----------- | --------- | ----- | ------- | --------------- |
| 1           |           |       |         |                 |
| 2           |           |       |         |                 |
| 3           |           |       |         |                 |
| 4           |           |       |         |                 |
| 5           |           |       |         |                 |
| 6           |           |       |         |                 |
| Remplaçants |           |       |         |                 |
| 1er         |           |       |         |                 |
| 2e          |           |       |         |                 |
| 3e          |           |       |         |                 |

## Résultats

### Messieurs
(compétition à venir)
| Rang | Nom | Pays | Points | Programme court | Programme court | Programme libre | Programme libre |
| ---- | --- | ---- | ------ | --------------- | --------------- | --------------- | --------------- |
| 1    |     |      |        |                 |                 |                 |                 |
| 2    |     |      |        |                 |                 |                 |                 |
| 3    |     |      |        |                 |                 |                 |                 |
| 4    |     |      |        |                 |                 |                 |                 |
| 5    |     |      |        |                 |                 |                 |                 |
| 6    |     |      |        |                 |                 |                 |                 |

### Dames
(compétition à venir)
| Rang | Nom | Pays | Points | Programme court | Programme court | Programme libre | Programme libre |
| ---- | --- | ---- | ------ | --------------- | --------------- | --------------- | --------------- |
| 1    |     |      |        |                 |                 |                 |                 |
| 2    |     |      |        |                 |                 |                 |                 |
| 3    |     |      |        |                 |                 |                 |                 |
| 4    |     |      |        |                 |                 |                 |                 |
| 5    |     |      |        |                 |                 |                 |                 |
| 6    |     |      |        |                 |                 |                 |                 |

### Couples
(compétition à venir)
| Rang | Nom | Pays | Points | Programme court | Programme court | Programme libre | Programme libre |
| ---- | --- | ---- | ------ | --------------- | --------------- | --------------- | --------------- |
| 1    |     |      |        |                 |                 |                 |                 |
| 2    |     |      |        |                 |                 |                 |                 |
| 3    |     |      |        |                 |                 |                 |                 |
| 4    |     |      |        |                 |                 |                 |                 |
| 5    |     |      |        |                 |                 |                 |                 |
| 6    |     |      |        |                 |                 |                 |                 |

### Danse sur glace
(compétition à venir)
| Rang | Nom | Pays | Points | Danse rythmique | Danse rythmique | Danse libre | Danse libre |
| ---- | --- | ---- | ------ | --------------- | --------------- | ----------- | ----------- |
| 1    |     |      |        |                 |                 |             |             |
| 2    |     |      |        |                 |                 |             |             |
| 3    |     |      |        |                 |                 |             |             |
| 4    |     |      |        |                 |                 |             |             |
| 5    |     |      |        |                 |                 |             |             |
| 6    |     |      |        |                 |                 |             |             |

## Référence
1. ↑  Communiqué de l'Union internationale de patinage, « ISU Statement on the Ukrainian crisis - Participation in international competitions of Skaters and Officials from Russia and Belarus », sur isu.org, 1er mars 2022 (consulté le 16 avril 2025).